# 배정미
배정미는 대한민국의 성우로, 1992년 한국방송 성우극회 공채 23기로 입사했다. 

## 출연작
굵은 글씨는 메인 캐릭터.

## KBS
- 헬로 카봇 (KBS) - 라고
- 주디세이 - 미호
- 주디세이 퀴즈쇼 - 미호
- 팡팡다이노 (KBS) - 포
- 채채퐁 김치퐁 (KBS) - 쵸쵸
- 파워마스크 (KBS)
- 천하통일 파이어비드맨 (KBS) - 스카이
- 터닝메카드 (KBS) - 젤로시아
- 요랑아 요랑아 (KBS) - 요랑이 / 요린
- 요랑아 노래하자(KBS) - 요랑
- 원피스 (KBS) - 피망, 미스 골든 위크
- 지구용사 선가드 (KBS) - 나희망, 여기자
- 어리이야기 (KBS) - 어리
- 제트레인저 (KBS)
- 스페이스 힙합덕 (KBS) - 공주
- 검정 고무신 (KBS) - 도승
- 라라의 스타일기 (KBS) - 라라
- 비밀일기 (KBS) - 윤솔, 임효미
- 쁘띠쁘띠 뮤즈 (KBS) - 요랑, 소연
- 메타제트 (KBS)
- 말괄량이 앤지 (KBS) - 앤지
- 마이트 가인 (KBS) - 켈리, 토미(샐리 남동생), 루나, 오드리
- 고스트 바둑왕 (KBS) - 조현성
- 로봇 찌빠 (KBS) - 탱구
- 두리둥실 뭉게공항 (KBS) - 일리, 썬더
- 꼬마신선 타오 (KBS) - 타오
- 날아라 슈퍼보드 4기 (KBS) - 이슬공주
- 디지몬 어드벤처 (KBS) - 리키, 어니몬, 피요몬, 버드라몬, 미나의 엄마, 플로트몬
- 디지몬 어드벤처 02 (KBS) - 리키, 피요몬, 버드라몬, 미나의 엄마
- 디지몬 테이머즈 (KBS) - 이재익, 로프몬 - 안티라몬

## KBSN
- 퓨로보이즈 (KBS kids) - 하세가와 코타 (유년기)

## 타사
- 20 면상의 아가씨 (애니맥스) - 슌코
- DARKER THAN BLACK -유성의 쌍둥이- (애니맥스) - 아사코
- REC (애니맥스) - 온다 아카
- 가이스터즈 (MBC) - 크리스, 레온 어머니
- 개구리 왕눈이 (SBS) - 왕눈이
- 골판지 전사 (카툰네트워크) - 강아미
- 골판지 전사 더블 (투니버스) - 강아미
- 공룡시대: 작은 공룡 소동 (카툰네트워크) - 스키터
- 꾸러기 상상여행 (EBS) - 유니
- 날아라 팬코 (대원방송) - 엘라
- 데스노트 (대원방송) - 니아
- 드래곤볼 (SBS) - 치치(나중), 미사공주
- 디지몬 세이버즈 (대원방송) - 유진
- 라이브온 카드리버 (재능TV) - 강나래
- 러브 in 러브 (대원방송) - 루카, 메이
- 러키☆스타 (대원방송) - 히이라기 카가미
- 랠프의 스파이 대작전 (대원방송) - 채유라
- 마기 (카툰네트워크) - 연백영
- 마이씬 자메이카 (투니버스) - 바비
- 마법기사 레이어스 OVA (대원방송) - 윈디 그린
- 마법소녀 리나 TRY (SBS) - 파르, 안나
- 마법소녀 아르스 (애니맥스) - 시에라
- 마법소녀 위치 2기 (대원방송) - 윌마
- 만능 비리몽 (재능TV) - 철수
- 머더 프린세스 (애니맥스) - 밀라노 엔토라시아(아리타)
- 메이플스토리 (SBS)
- 메조 (XTM) - 민소라, 이은비
- 명랑개구리 뽕키치 (재능) - 뽕키치, 변소담, 장미 엄마, 진숙
- 명탐정 코난 (투니버스) - 편도경, 백명주, 조가혜
- 못 말리는 쌍둥이 (EBS) - 웬디
- 무지개 요정 큐티하니 (SBS)
- 베리베리 뮤우뮤우 (SBS) - 주민트(아이자와 민트)
- 브링큰 (재능TV) - 엘마
- 블레이징 틴스4 (재능TV) - 젝키
- 사랑의 천사 웨딩피치 (SBS) - 사루비아
- 샤먼킹 (대원방송) - 안나, 리제루그
- 셰익스피어 명작만화 : 뜻대로 하세요 (SBS) - 실비어스
- 세인트 세이야 오메가 (재능TV) - 미르
- 소년 음양사 (애니맥스) - 아키코
- 슈발리에 (애니맥스) - 리아 드 보몽, 데옹=리아
- 스트라토스4 (애니맥스) - 사야카
- 썬더 일레븐 (재능) - 강바람, 가젤 / 최풍현, 부동명, 천여름
- 썬더 일레븐 GO (재능) - 신동윤
- 엑스 드라이버 OVA (대원방송) - 니나, 케리
- 올림포스 가디언 (SBS) - 에코
- 우리는 챔피언 (SBS) - 김준(나중)
- 유희왕 듀얼몬스터즈 (대원방송) - 이시즈 이슈타르
- 이겨라! 얏타맨 (재능TV) - 얏타봇
- 작안의 샤나 (애니맥스) - 샤나
- 작은 눈의 요정 슈가 (투니버스) - 슈가
- 전설의 총사 아스타 (재능) - 아스타
- 졸업 - 세일러 빅토리 (애니맥스) - 마녀 마가레타
- 진 샤프트 (애니맥스) - 미르 로터스
- 진월담 월희 (애니맥스) - 유미즈카 사츠키
- 천공의 에스카플로네 (SBS) - 에리즈 공주, 시드왕자, 어린시절 반, 신족 여인 (DVD판)
- 천방지축 아리짱 (재능) - 민아리
- 철인버디(애니맥스) - 버디
- 최종병기 그녀 (대원방송) - 치세
- 최종병기 그녀 OVA (대원방송) - 치세
- 초속변형 자이로제타 (투니버스) - 강여울
- 카드캡터 체리 (SBS) - 에리얼 신, 은다빈 (나중)
- 캡틴 테일러 (SBS) - 에이미
- 코바토 (애니맥스)
- 키라메키 프로젝트 (대원방송) - 카나
- 터닝메카드 - 젤로시아
- 빠샤메카드 (MBC) - 케인
- 파이 브레인 - 신의 퍼즐 (재능TV) - 윤지혜, 엘레나, 하루
- 팽이대전 G블레이드 (SBS) - 밍밍, 라이(나중)
- 피치피치핏치 (대원방송) - 성리나, 아쿠아 레지나, 제니퍼 휴스턴
- 피치피치핏치 퓨어 (대원방송) - 성리나
- 하야테처럼! (애니맥스) - 마키무라 시오리, 마왕
- 하우스 오브 마우스 (디즈니 채널) - 듀이
- 해로와 토레미 (SBS) - 휴이
- 헐크 (애니원) - 베티
- 헌터X헌터 리메이크 (애니맥스) - 폰즈
- 꿈의 라이브 프리즘스톤 (SBS) - 류빈
- 로봇트레인 (SBS) - 샐리
- 꼬마숙녀 스트로베리 (EBS) - 오렌지
- 꾸러기 상상여행 (EBS) - 유니
- 몬스터 트럭 메테오 (EBS) - 포니
- 밀리는 놀라워 (EBS) - 밀리
- 베르사이유의 장미 (EBS) -  잔느
- 샘샘은 꼬마 슈퍼맨 (EBS) - 줄리
- 안젤리나 발레리나 (EBS) - 앨리스
- 우당탕탕 아이쿠 (EBS) - 레미
- 워드 월드 (EBS) - 쉼
- 프리파라 - 시온
- 반짝반짝 해피★ 열려라! 코코밍 (타사) - 조아라, 쿠우밍, 레블밍, 틱톡

### 극장용 애니메이션
- 극장판 썬더일레븐 GO VS 골판지 전사 W - 신동윤, 강바람
- 극장판 엉덩이 탐정: 화려한 사건 수첩 (MOVIE) - 방울이
- 극장판 올림포스 가디언 기간테스 대역습 - 아르테미스
- 매지컬: 공주를 웃겨라 - 테오 엄마
- 라야와 마지막 드래곤 - 아티타야
- 로봇 - 파이퍼
- 미키의 크리스마스 선물 (MOVIE) - 듀이
- 비행기 (MOVIE) - 이샤니
- 신 암행어사 (MOVIE) - 산도
- 엘라의 모험 2: 백설공주 길들이기 (MOVIE) - 그레이스
- 이웃집 토토로 (MOVIE) - 엄마
- 팬더와 친구들의 모험 (MOVIE) - 미미코
- 풍뎅이뎅이 (MOVIE) - 뎅이
- 하얀 낙타 (SBS) - 알리아, 마리아
- 하울의 움직이는 성 (MOVIE) - 마지
- 호접몽 (KBS) - 축영대

### 특수촬영 드라마
- 디노레인저스 (대원방송) - 프리지아
- 파워포스레인저 (SBS) - 화이트 타이거 / 알리사

### 외화

#### 전담배우
- 로빈 튜니
  - 버티칼 리미트 (SBS) - 애니
  - 엔드 오브 데이즈 (KBS) - 크리스틴 요크
  - 엠파이어 레코드 (KBS) - 데브라
  - 위험한 사돈 (SBS) - 안젤라
  - 프리즌 브레이크 (SBS) - 베로니카 도노반

- 커스틴 던스트
  - 스몰 솔저 (KBS) - 크리스티
  - 스파이더맨 (KBS) - 메리 제인
  - 작은 아씨들 (KBS) - 에이미
  - 크로우 3 (KBS) - 에린

- 페넬로페 크루스
  - 디오스 (SBS) - 카르멘
  - 빨간 구두 (KBS) - 이탈리아
  - 사하라 (KBS) - 에바

- 헬레나 보넘 카터
  - 빅 피쉬 (KBS) - 제니
  - 킹스 스피치 (KBS) - 엘리자베스

#### 드라마
- 경감 메그레(KBS) - 티쏘 부인(질리언 베번) / 이본느(리베카 나이트)
- 그레이 아나토미 (KBS) - 메러디스 그레이 (엘런 폼페오)
- 나노인간 제이크 (KBS) - 다이앤 (키건 코너 트레이시)
- 닥터 후 (KBS) - 아쉴다(메이지 윌리엄스)
- 로마 2 (SBS)
- 로저의 단짝친구들 (EBS) - 엄마
- 리치 리치(넷플릭스) - 다르시(제나 오르테가)
- 마루모의 규칙 (TV조선) - 아오키 아유미
- 미스트리스 - 위험한 연인들 (KBS) - 케이티 로든 (세라 패리시)
- 백수알바, 내 집 장만기 (TV조선) - 마나미 (카리나)
- 뿌리(하이라이트TV) - 지나(시모나 브라운) / 미시(G. 해널리우스) / 마틸다(에리카 타젤)
- 사랑의 마을 에버우드 (EBS) - 에이미 에보트 (에밀리 밴캠프)
- 스필버그의 어메이징 스토리 (KBS)
- 신드바드 (KBS) - 타이거 (터펜스 미들턴)
- 아라비안 나이트 (TBC) - 세라자드
- 원더폴스 (TBC, TJB) - 제이 타일러 (캐롤라인 다버나스)
- 제너레이션 워 (CNTV) - 샬롯 (미리암 스타인)
- 찰리야 부탁해 (디즈니 채널) - 게이브 던컨 (브래들리 스티븐 페리), 아이비
- 천사들의 합창 (SBS) - 길레모
- 토치우드 (KBS) - 엘리시아
- 투명인간(KBS) - 수호천사(섀넌 케니)
- 한여름 밤의 꿈 (KBS) - 허미어(브리스가 바카레)
- 호크아이 - 엘리너 비숍(베라 파미가) / 소냐(이사 메이 팡가니밴) / 프래니(레지나 브라이언트)

#### 영화
- 공포의 종합병원 (KBS) - 카밀라 (마르세 스노레스도테르 로비크)
- 그들만의 리그 (KBS) - 메이 모다비토 (마돈나/유니스 앤더슨)
- 그랑 블루 (SBS)
- 그랜 토리노 (KBS) - 수 (아니 허)
- 길버트 그레이프(KBS) - 카버의 아들(마크 조던)
- 나는 고백한다 (KBS) - 소녀 1 (카르멘 진그라스)
- 나의 발리우드 신부 (KBS) - 알리샤 (네하 듀베이)
- 나의 인생, 나의 기타 (KBS) - 멜로디 (세프론 버로스/미아 쿠캔)
- 다크니스 (KBS) - 폴 (스티븐 엔퀴스트)
- 닥터 T (KBS) - 디디 (케이트 허드슨)
- 대부 (KBS) - 코니 (탈리아 샤이어)
  - 대부 2 (KBS) - 코니 (탈리아 샤이어)
  - 대부 3 (KBS) - 코니 (탈리아 샤이어)
- 대통령의 연인 (KBS)
- 딥 스타 식스(SBS)  - 스카펠리(니아 피플스)
- 더블 로맨스 (KBS) - 몰리 (폴리 미샬)
- 동물 구조대 사바나 원정기 (EBS) - 비온다 (니콜레트 판 담)
- 동창회 대소동 (KBS) - 데비 (미니 드라이버)
- 드라큘라 2000 (KBS, SBS) - 루시 (콜린 피츠패트릭)
- 라디오 살인사건 (KBS)
- 라스트 댄스 (KBS) - 질 (제인 브룩)
- 라스트 모히칸 (KBS)
- 라스트 택시 (KBS) - 바네사 (애너 브루게만)
- 라이딩 위드 보이즈 (KBS) - 제이슨 여자친구 (메기 질런홀)
- 로봇인간 칩 (KBS) - 베키(로빈 라이블리)
- 마법의 나무 (EBS)
- 마이티 덕 2 (KBS) - 줄리 (코롬비 제이콥슨-데스틴) / 켄 (저스틴 웡) / 코니 (마거리트 모로)
- 마틴을 위한 노래 (KBS) - 엘리자베스(리사 벨린데르)
- 매트릭스 2 (SBS) - 니오베(제이다 핑킷 스미스)
  - 매트릭스 3 (SBS) - 니오베(제이다 핑킷 스미스)
- 맥멀른가의 형제들 (KBS) - 수잔 (샤리 엘버트)
- 맨 인 블랙 2 (KBS) - 로라 (로사리오 도슨)
- 머시니스트 (KBS) - 스티비 (제니퍼 제이슨 리)
- 명탐정 디씨 (KBS) - 패치 (크리스티나 리치)
- 못 말리는 가족 (KBS) - 넬리
- 미믹 (KBS)
- 미트 페어런츠 (KBS) - 팸 바이런 (테리 폴로)
  - 미트 페어런츠 2 (KBS) - 팸 바이런 (테리 폴로)
- 밀레니엄 캅 (KBS) - 월아
- 바이 바이 러브 (KBS) - 킴 (마리아 피틸로)
- 배트맨 포에버 (SBS) - 머리디언 박사 (니콜 키드먼)
- 베토벤 2 (KBS)
- 벤허 (KBS) - 디르샤 (크리스틴 크룩)
- 복제로봇 대소동 (KBS)
- 본 아이덴티티 (KBS) - 니키 (줄리아 스타일즈)
  - 본 슈프리머시 (KBS) - 니키 (줄리아 스타일즈)
  - 본 얼티메이텀 (KBS) - 니키 (줄리아 스타일즈)
- 볼케이노 (KBS) - 켈리 로크 (게이비 호프먼)
- 브리트니의 일상탈출 (EBS) - 브리트니 (다니엘 파나베이커)
- 블러프 (KBS) - 마가리타 (카탈리나 알리스티자발)
- 블룸 형제 사기단 (KBS) - 페넬로페 (레이철 바이스)
- 사랑의 이중주 (KBS) - 주디스 (마한드라 델피노)
- 사이더 하우스 (KBS) - 캔디 (샤를리즈 테론)
- 선택 (SBS) - 조디 트라멜 (사라 제시카 파커)
- 성룡의 나이스 가이 (KBS)
- 성월동화 (KBS) - 토모코 (호시노 유카)
- 쉬즈 올 댓 (KBS) - 레이니 (레이철 리 쿡)
- 스노우보더 (SBS) - 에텔 (줄리엣 고도)
- 스컬스 (KBS) - 클로이 (레슬리 빕)
- 스콜피온 (KBS) - 엘로디 (캐럴린 프루스트)
- 스타쉽 트루퍼스 (KBS) - 여군(밀린 브룩스)
- 스튜어트 리틀 2 (KBS) - 마갈로 (멜러니 그리피스)
- 스파이더맨: 파 프롬 홈 - 마리아 힐(코비 스멀더스) / 이디스(돈 미셸 킹)
- 스파이 키드 2: 잃어버린 꿈들의 섬 (SBS) - 카르멘 (알렉사 베가)
- 스페셜리스트 (KBS) - 수사관(마르셀라 카르도나) / 여성(야밀레쓰 히달고) / 학생(예니퍼 베렌스)
- 스피드 2 (KBS) - 리자(키미 로버트슨)
- 스핏파이어 그릴 (KBS) - 펄시 탤버트 (앨리슨 엘리엇)
- 시네마 천국 (KBS) - 토토의 동생(로버타 레나) / 안나(아이사 다니엘리)
- 시암 선셋 (KBS) - 그레이스 (다니엘 코멕)
- 시애틀의 잠 못 이루는 밤 (KBS) - 제시카(가비 호프먼) / 클라리스(아만다 마허) / 승무원(타마라 플랭크) / 라디오 방송
- 신의 손 (KBS) - 헬렌 (메리 스튜어트 마스터슨)
- 써로게이트 (KBS) - 피터스 (라다 미첼)
- 아마게돈 (SBS) - 와츠 (제시카 스틴)
- 아메리칸 셰프 (KBS) - 이네즈 (소피아 베르가라)
- 아버지의 그늘 (KBS) - 올리버
- 아비정전 (KBS) - 루루 (유가령)
- 아이덴티티 (KBS) - 패리스 (어맨다 피트) / 티모시(브렛 로어)
- 애스터로이드 (SBS)
- 어둠 속의 댄서 (KBS) - 진 (블라디카 코스틱)
- 언더시즈 2 (KBS) - 린다(브렌다 바크) / 캐리(산드라 테일러)
- 에반 올마이티 (KBS) - 조앤(로렌 그라함)
- 에어 포스 원 (KBS) - 앨리스 (리젤 매슈스)
- 에일리언 2 (KBS) - 바스퀘즈(제넷 골드스타인)
- 오리엔트 특급 살인 사건 (KBS) - 백작 부인
- 오만과 편견(KBS) - 제인 베넷(로자먼드 파이크)
- 오즈: 그레이트 앤드 파워풀 - 글린다 / 오스카의 애인(미셸 윌리엄스)
- 왝 더 독 (KBS) - 에이미 (수전 크라이어)
- 우리도 사랑일까 (KBS) - 마고 (미쉘 윌리엄스)
- 유브 갓 메일 (KBS) - 패트리샤 (파커 포시)
- 의뢰인 (SBS) - 다이앤 (메리루이즈 파커)
- 의문의 실종 (KBS) - 베스 호만 (시시 스페이식)
- 인간 로케티어(KBS) - 제니의 엄마(팻 크로퍼드 브라운) / 펫시(아메리카 마틴) / 간호사(킴 세바스찬) / 배우(리사 페데르센)
- 일급 살인 (KBS) - 로제트(미아 커시너) / 블랑쉬(키라 세지윅)
- 작은 아씨들(KBS) - 에이미(커스틴 던스트/서맨사 매시스)
- 잭 프로스트 (SBS)
- 전사의 후예 (KBS)
- 절대쌍교 (KBS) - 여왕(고미화) / 화무결의 하녀
- 제8요일 (SBS)
- 주니어는 못 말려 (KBS)
- 죽음의 씨앗 (KBS) - 마리 (마리 질랭)
- 중환영웅 (SBS)
- 초대받지 않은 손님 (KBS)
- 초콜릿 (KBS) - 루크 (오렐리엔 페어런트 코닉)
- 축복의 조건 (SBS) - 바비
- 칠검 (KBS) - 무원영 (양채니)
- 카라멜 (KBS) - 시함 (파드메 사파)
- 카차의 모험 (EBS) - 카차 (패니 번스)
- 케인호의 반란 (KBS) - 메이 (메이 윈)
- 크루엘라 - 캐서린(에밀리 비첨)
- 키핑 더 페이스 (KBS) - 알리 (리사 에델스타인)
- 킹스 스피치 (KBS) - 엘리자베스(헬레나 본햄 카터) / 마가렛 공주(라모나 마케즈)
- 타락천사 (KBS) - 베이비(막문위)
- 타이타닉 (KBS) - 백작 부인(로첼 로즈) / 로즈의 손녀(수지 에이미스)
- 토파즈 (KBS) - 미셸 (클라우드 제이드)
- 톰과 제리 - 린다(카밀라 아프웨드슨)
- 판의 미로 - 오필리아와 세 개의 열쇠 (KBS) - 카르멘 (아리아드나 길)
- 패컬티 (KBS) - 메리베스 (로라 해리스)
- 페이싱 (SBS) - 미쉘 (클로틸드 쿠로)
- 포레스트 검프 (KBS) - 어린 프로스트(마이클 코너 험프리즈) / 프로스트의 아들(할리 조엘 오스먼트)
- 포인트 블랭크 (KBS) - 나디아 (엘레나 아나야)
- 폰 부스 (KBS) - 켈리 (라다 미첼)
- 폴리스 스토리 4 (SBS) - 나타샤(논나 그리샤예바)
- 프리즈 프레임 (KBS) - 케이시 카터 (레이철 스털링)
- 프리쳐스 와이프 (KBS) - 데보라 (샬롯 드암브와즈)
- 필링 미네소타 (MBC) - 프레디 (카메론 디아즈)
- 하비와 밥이 만났을 때 (KBS) - 마샤 (앤토니아 캠벨휴즈)
- 화성아이, 지구아빠 (KBS) - 데니스 (바비 콜먼)
- 흑협 2 (KBS) - 박사

### 게임
- 에이지 오브 엠파이어 3 - 어밀리아 블랙
- 레드얼럿2 - 소피아 중위
- 파랜드택틱스5 - 쉬퍼
- 바이오하자드: 타임 크라이시스 - 레이첼 맥퍼슨
- 메이플 스토리 - 세계수 알리샤
- 회색도시2 - 강재인
- 클로저스 - 우정미
- 쿠키런: 킹덤 - 석류맛 쿠키

### 노래
- 라라의☆스타일기 (KBS) - 발랄라이카
- 피치피치핏치 퓨어 (대원방송) - 사랑의 온도 (with 소연, 신소윤)
- 러브 in 러브 엔딩 테마 - 너만 있으면

### 라디오 드라마
- KBS 라디오 극장 10년 풀잎처럼 눕다 (KBS 라디오) - 은지

### 기타
- PICA PC방 안내 음성
- 할머니와 둘이서 교육CD - 크리터
- 사이버 파이터 (세이캐스트) - 김나희
- 유령주식회사 (세이캐스트) - 김청희
- 가을동화 (애니캐스트) - 최신애